# Estadio Glorias Costeñas
Estadio Glorias Costeñas je višenamjenski stadion u nikaragvanskom gradu Bluefields. Većinom se koristi za nogometne utakmice te se na njemu uglavnom igraju domaće utakmice nogometnog kluba Deportivo Bluefields i bejzbolskog tima Costa Caribe. Stadion ima kapacitet od 4.000 gledatelja.

## Vanjske poveznice
- Podatci o stadionu (engl.)